# Jaskinia Wielka Śnieżna
Die Höhle Jaskinia Wielka Śnieżna (deutsch: Große Schneehöhle) ist eine Höhle zwischen den Tälern Dolina Małej Łąki und Dolina Litworowa am Berg Małołączniak im Massiv der Westtatra (Tatra-Nationalpark) in Polen. Die Höhle besteht aus mehreren Höhlensystemen, die miteinander verbunden sind. Sie ist die längste, größte und tiefste Höhle in Polen und der Tatra. Man darf sie nur mit der Genehmigung der Nationalparkverwaltung betreten. Sie ist nur teilweise erforscht. In der Vergangenheit kam es in ihr zu mehreren tödlichen Unfällen.
Der Name lässt sich als Große Schneehöhle übersetzen. Die Höhle liegt bei Zakopane und Kościelisko, ist 23.723 Meter lang, 824 Meter tief, und hat mehrere Eingänge auf einer Höhe zwischen ca. 1672 m n.p.m. und 1906 m n.p.m. sowie mehrere Fenster.